# منتخب زامبيا لكرة قدم الصالات
منتخب زامبيا لكرة قدم الصالات (بالإنجليزية: Zambia national futsal team)‏ هو ممثل زامبيا الرسمي في المنافسات الدولية في كرة الصالات .